# Vạn Tái
Vạn Tái (chữ Hán giản thể: 万载县, âm Hán Việt: Vạn Tái huyện) là một huyện thuộc địa cấp thị Nghi Xuân, tỉnh Giang Tây, Cộng hòa Nhân dân Trung Hoa. Huyện này có diện tích ki-lô-mét vuông, dân số năm 2002 là 465.000 người. Mã số bưu chính của huyện Vạn Tái là 336100, mã vùng điện thoại là 0795. 

## Hành chính
Huyện Vạn Tái được chia ra làm 17 đơn vị hành chính cấp hương, gồm 1 nhai đạo, 9 trấn và 7 hương. Ngoài ra huyện này còn quản lí 1 đơn vị tương đương cấp hương khác
- Nhai đạo: Khang Lạc (康乐街道)
- Trấn: Chu Đàm (株潭镇), Hoàng Mao (黄茅镇), Đàm Phụ (潭埠镇), Song Kiều (双桥镇), Cao Thôn (高村镇), La Thành (罗城镇), Tam Hưng (三兴镇, Cao Thành (高城镇), Bạch Lương (白良镇)
- Hương: Nga Phong (鹅峰乡), Mã Bộ (马步乡), Xích Hưng (赤兴乡), Lĩnh Đông (岭东乡), Bạch Thủy (白水乡), Tiên Nguyên (仙源乡), Giao Hồ (茭湖乡)

Đơn vị ngang cấp hương khác
- Khu công nghiệp huyện Vạn Tái (万载县工业园区)